# Aziz Gual
Aziz Gual (n. 19¿?) es un clown mexicano. 

## Trayectoria
Graduado en el Ringling Bros. and Barnum & Bailey Clown College, donde estuvo becado. Ha estudiado también la técnica Lecoq. Tomó clases magistrales con Marcel Marceau; técnicas de circo y clown en la Ecole du Cirque Space Catastrophe en (Bruselas, Bélgica). Es discípulo del artista laureado del Circo Ruso Anatoli Lokachtchouk.
Participó en “El espectáculo más grande del mundo“ del Ringling Bros. and Barnum & Circus en México, Estados Unidos y Canadá. Colaboró en la creación del proyecto “Circo del mundo” del Cirque Du Soleil en México. Es fundador y director de la compañía de teatro de calle “Cumbre Clown”. Con esta compañía ha creado varios espectáculos. Ha realizado giras alrededor del mundo (E.U., Turquía, Italia, Francia, Croacia, Argentina, Brasil, Costa Rica) y en diversos festivales en México con sus espectáculos “Huraclown” y “De Risa en Risa”.
Ha impartido cátedra de clownería en el proyecto “Hacia una construcción metodológico de las artes del circo” en el Centro Nacional de las Artes del INBA. Impulsa y difunde el arte del humor impartiendo diplomados, cursos y visitas de risaterapia en hospitales y en diferentes programas sociales, culturales o filantrópicos en México y el extranjero.Recibió el premio “Wolf Rubinskis” de la Asociación Mexicana de Críticos de Teatro AMCT como Mejor Actuacón Juvenil Masculina por la obra “Yo Sin Ti…” de su propia autoría. Es creador del espectáculo de clown de gran formato “La Bola Risa”, con una exitosa temporada de 6 meses en el Teatro Julio Castillo del INBA (México). Fue invitado especial en el espectáculo “Latin Tango” en el Lunario del Auditorio Nacional.
Debido a la beca que recibió del Ringling Bros., realizó servicio social en hospitales de Estados Unidos. Ahí aprendió de los payasos con más experiencia cómo se hacían las visitas a los niños enfermos. En entrevista para el diario Milenio, narra cómo es que decidió ser clown: cuando niño vivió la desagradable experiencia de que un par de payasos lo usaron en su número para mofarse de él en escena. Decidió que esos no eran payasos, sino unos abusivos. Se dio cuenta de que el principio fundamental del payaso debía ser que la gente quisiera al payaso, y por ello, decidió ser payaso.
Aziz Gual trabaja en el programa Alas y Raíces (a los Niños), del CONACULTA, así como con Bellas Artes en el programa Nacional del Teatro Escolar. Tiene la firme convicción de que la risa es primordial para la construcción de una mejor sociedad. "Para Aziz, 'el lenguaje del clown representa un motivo para revalorarnos, más allá de una situación tan crítica como la que vivimos. Se necesita un poco de esperanza para vivir y un poco de motivos que nos hagan sentir felicidad. La risa siempre ha sido bienvenida. Es necesaria en el planeta, no solo en México'."